# Lúcia Murat
Lúcia Maria Murat de Vasconcelos (Rio de Janeiro, 25 ottobre 1948) è una regista brasiliana.

## Biografia
Figlia di un medico e con contatti politici con la sinistra entra nella facoltà di scienze economiche  nel 1967 e partecipa anche al comitato studentesco. Con il decreto AI-5, nel dicembre del 1968, entra nel movimento rivoluzionario di estrema sinistra marxista MR-8.  Nel 1971, a causa della repressione del regime viene imprigionata per tre anni e mezzo a Vila Militar e al Presídio Talavera Bruce a Rio de Janeiro. Le esperienze della prigione e delle torture subite durante la dittatura militare hanno influenzato fortemente le sue opere. Il suo lungometraggio Que Bom Te Ver Viva (1989) è un compendio di storie, resoconti e ricordi dei tempi in prigione. Nel 2004, affronta di nuovo il tema con Quase Dois Irmãos, con cui ha vinto il Premio per Miglior film Ibero-Americano assegnatole dalla giuria ufficiale e di Miglior Film dalla giuria popolare al Festival internazionale del cinema di Mar del Plata.
Nel 2011, ha vinto diversi premi al Festival del Cinema di Gramado con il film Uma longa viagem , un film/documentario che parla del mondo degli anni 60 e 70. Nel 2013 lancia A Memória que me Contam oltre ad un'opera sugli anni di piombo.

## Filmografia
- O Pequeno Exército Louco (1984)
- Que Bom Te Ver Viva (1989)
- Oswaldianas (1992)
- Doces Poderes (1997)
- Brava Gente Brasileira (2000)
- Quase Dois Irmãos (2004)
- Olhar Estrangeiro (2006)
- Maré, Nossa História de Amor (2007)
- Uma Longa Viagem (2011)
- A memória que me contam (2013)
- Praça Paris (2018)
- Ana. Sem titulo (2020)
- O Mensageiro (2024)